# Rhynchospora wrightiana
Rhynchospora wrightiana är en halvgräsart som beskrevs av Johann Otto Boeckeler. Rhynchospora wrightiana ingår i släktet småag, och familjen halvgräs. Inga underarter finns listade i Catalogue of Life.